# BigDog

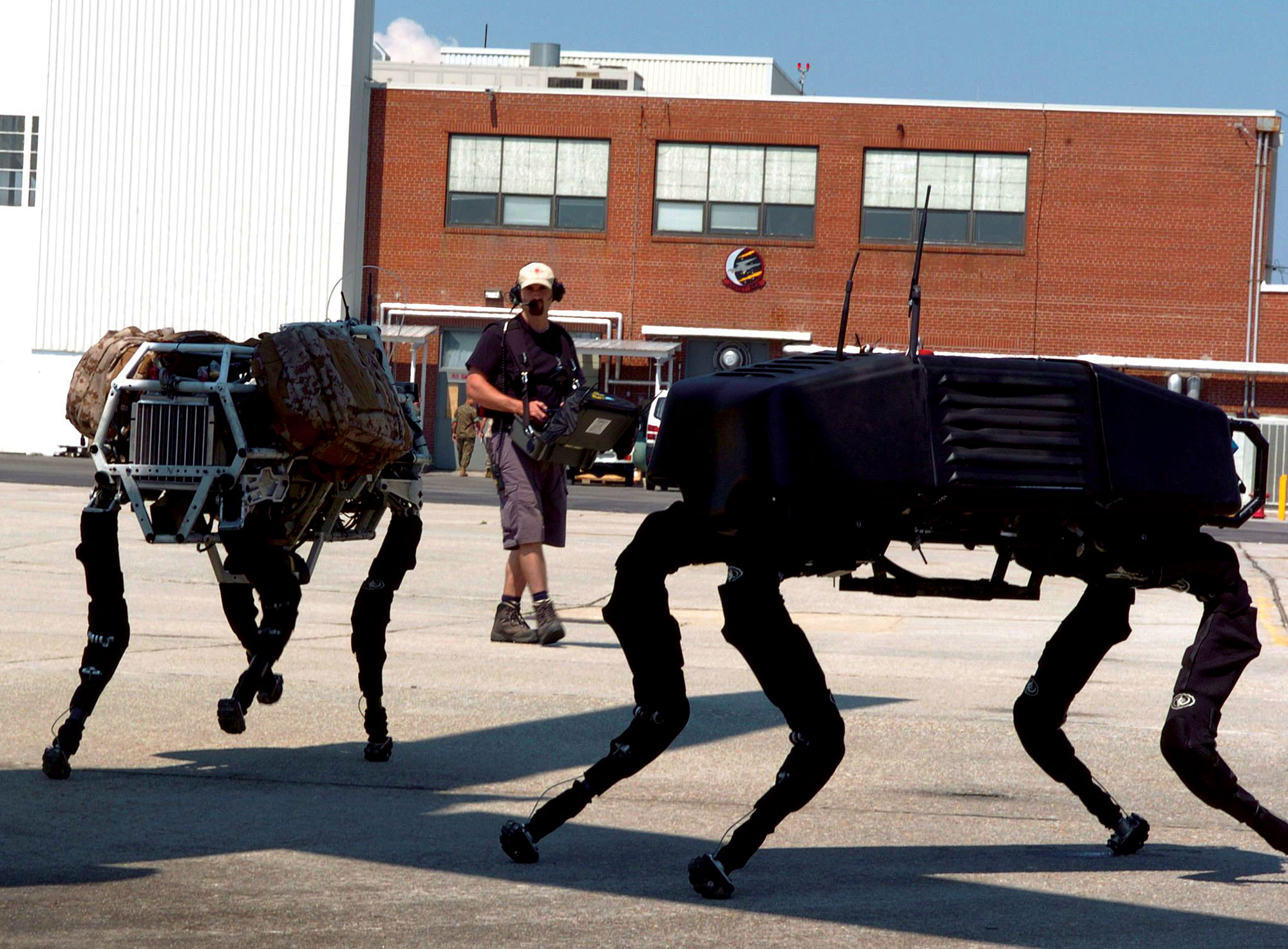
BigDog-Roboter

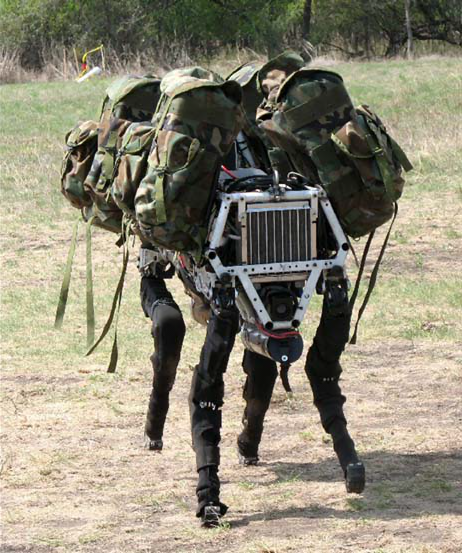
BigDog als "Lastenesel" (2007)

BigDog (englisch für „Großer Hund“) ist ein dynamisch stabiler vierbeiniger Laufroboter, der von dem Robotik-Spezialisten Boston Dynamics im Auftrag der DARPA entwickelt wurde.

## Technik
Der BigDog hat eine Länge von 0,91 Meter, eine Höhe von 0,76 Meter und wiegt 110 Kilogramm, ist also vergleichbar mit der Größe eines kleinen Maultieres. Er erreicht eine Geschwindigkeit von bis zu 6,4 Kilometer pro Stunde, kann ein Gesamtgewicht von bis zu 180 Kilogramm tragen und 24 Stunden im Einsatz bleiben. Eine 2013 vorgestellte Variante ist mit einem zusätzlichen Arm ausgestattet, der z. B. auch schwerere Gegenstände aufnehmen und werfen kann.
Als Antrieb dient (Stand 2012) ein Einzylinder-Zweitaktmotor mit einer Leistung von 11 kW bei 9.000 Umdrehungen. Der Motor treibt eine Hydraulikpumpe an, welche auf die vier Aktoren jedes Beines wirkt.
Zur Orientierung und Hinderniserkennung werden „Light detection and ranging“ (Lidar) und GPS eingesetzt. Der Computer, der im Rumpf des BigDogs sitzt, ist ein PC/104 mit einem Intel Pentium 4, welcher QNX als unixoides Echtzeitbetriebssystem nutzt. Das Programm des BigDog wurde in der Programmiersprache C++ geschrieben.

## Legged Squad Support System

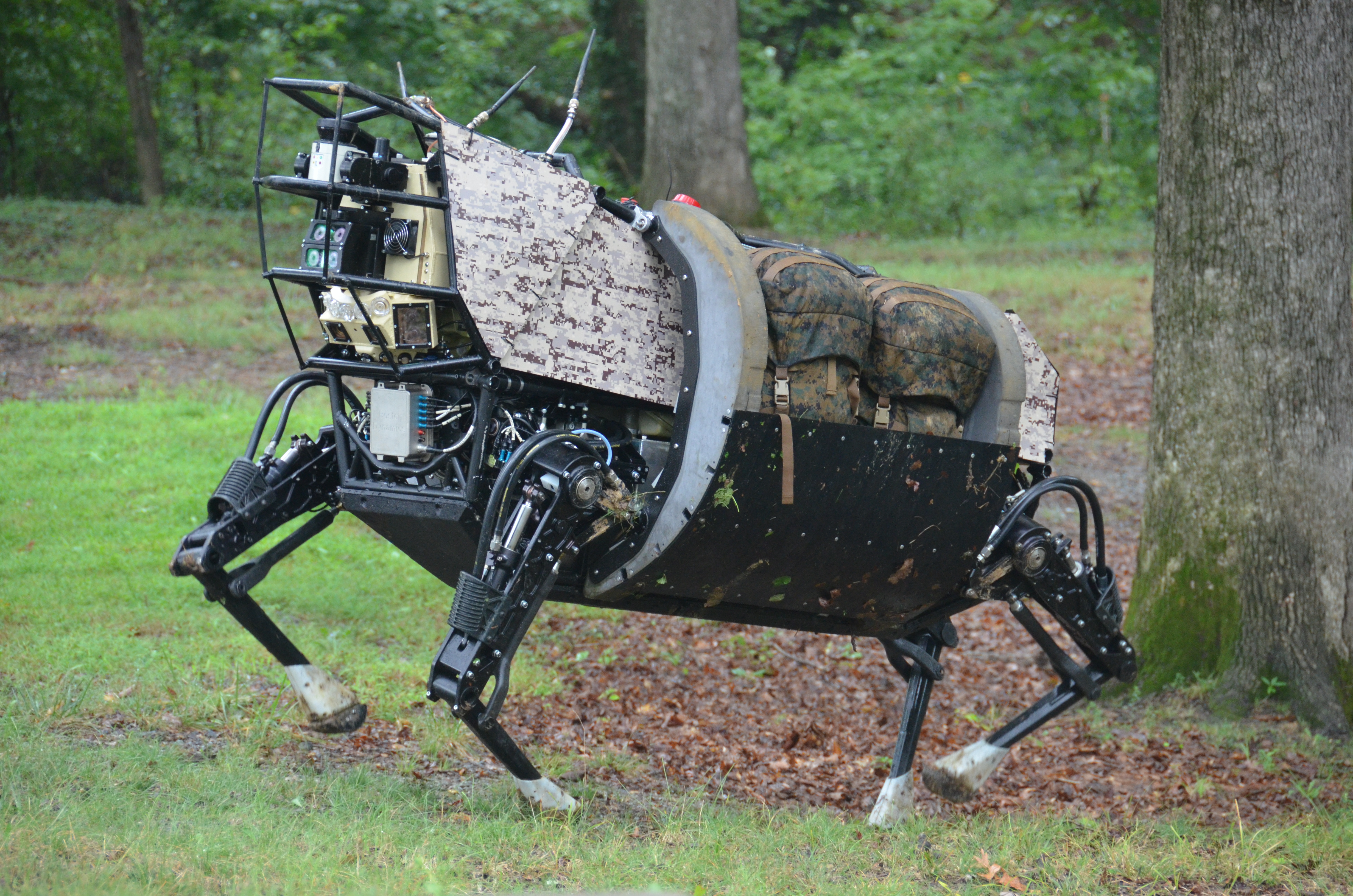
Legged Squad Support System (2012)

Die Weiterentwicklung von BigDog wird als Legged Squad Support System (LS3) oder auch als AlphaDog bezeichnet. Er ist über Sprachbefehle und Gesten steuerbar. AlphaDog ist pferdeähnlich und deutlich leiser als der Vorgänger BigDog, geländetauglich und in der Lage, sich durch Böschungen und über Geröll zu bewegen. Im ebenen Gelände erreicht er 11,3 km/h (7 mph).

## Bildergalerie

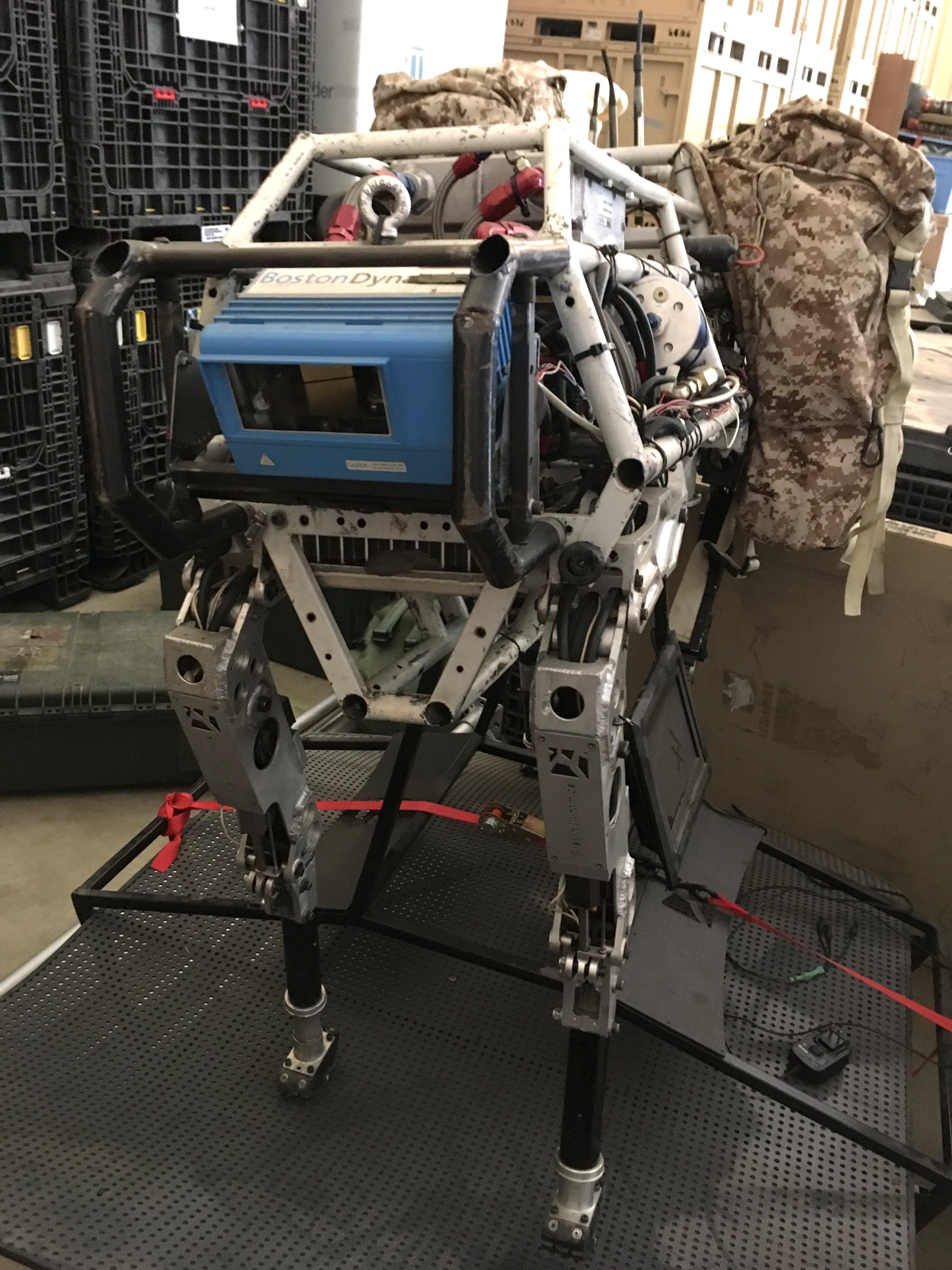
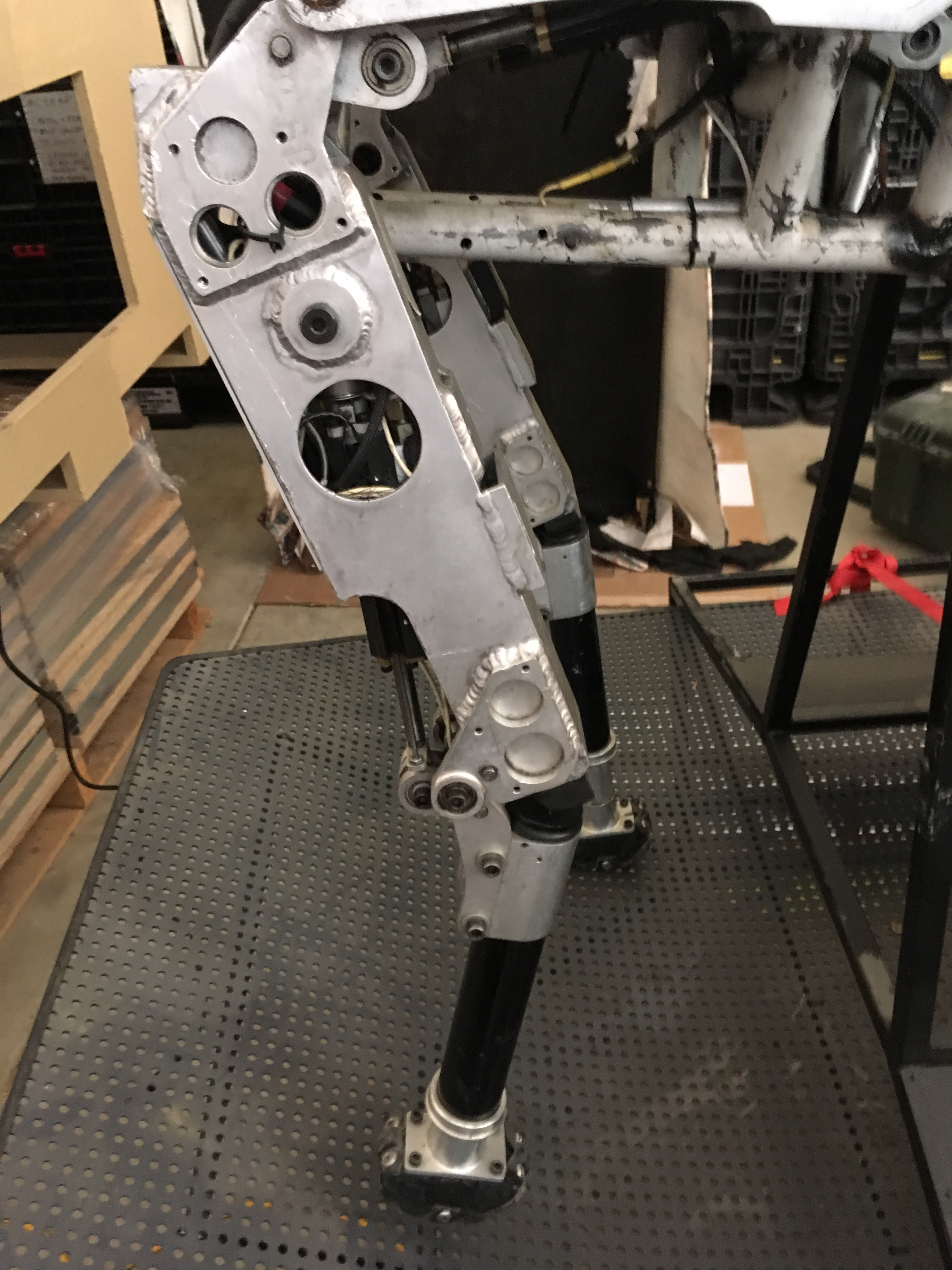
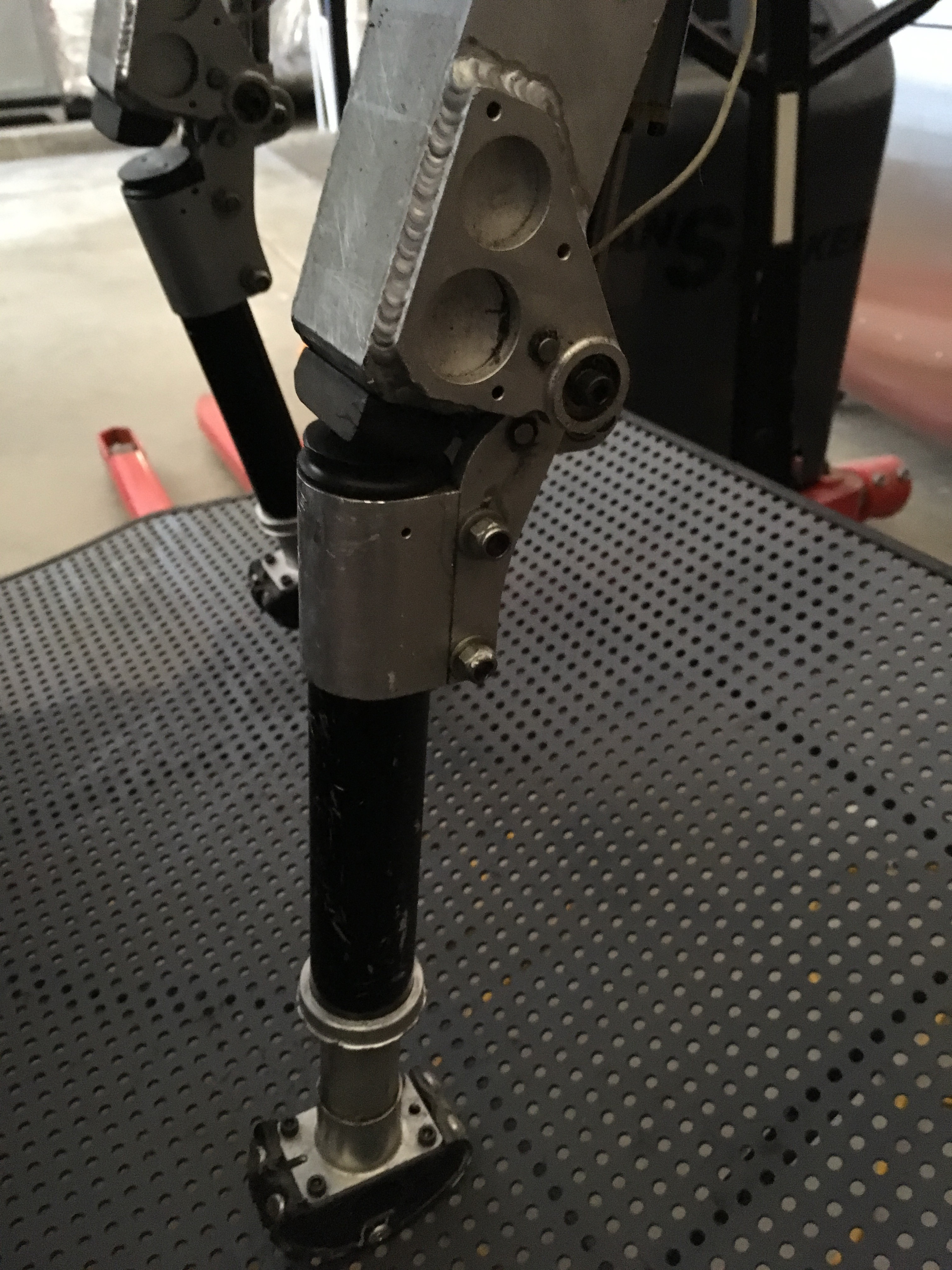
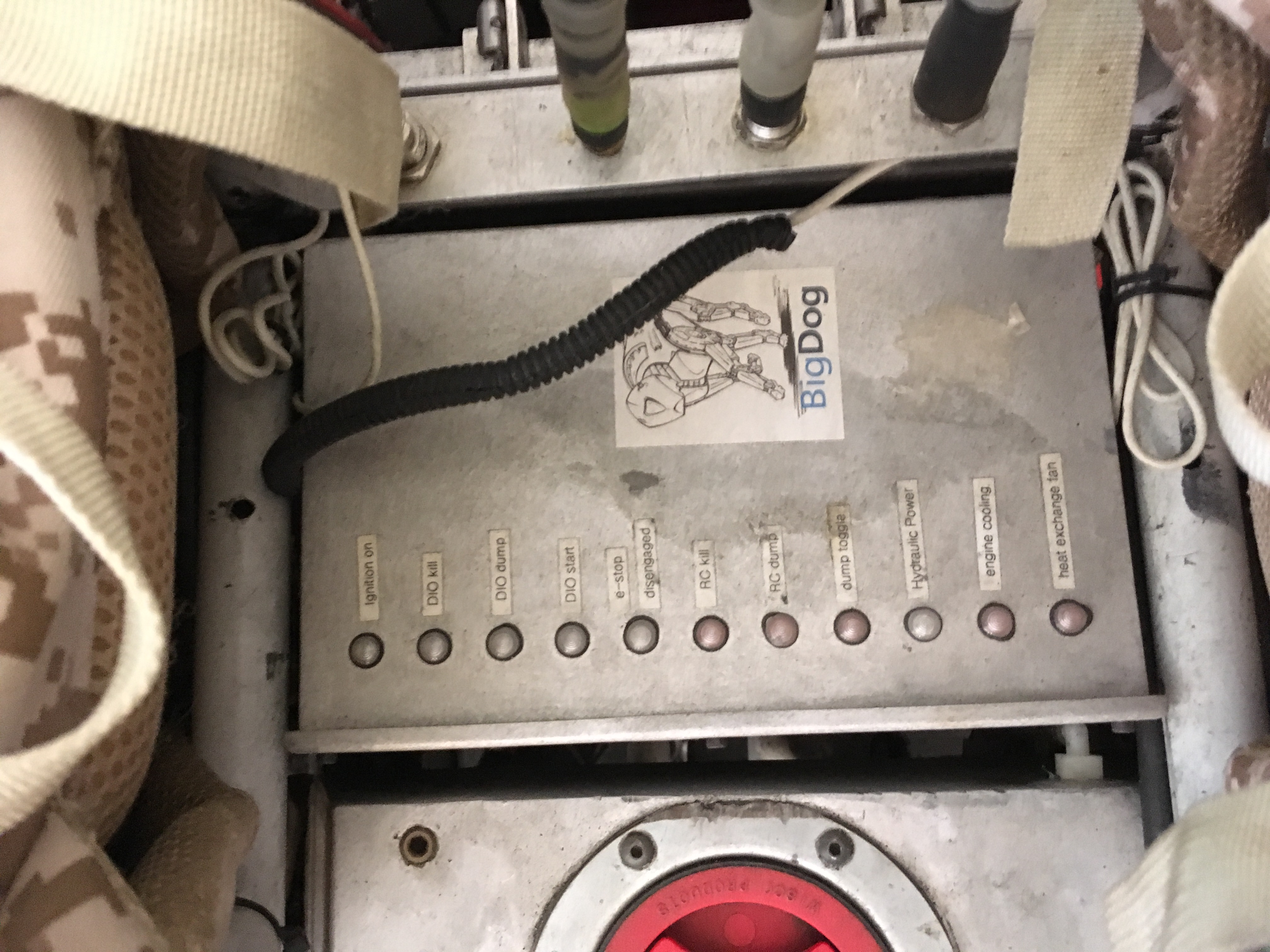
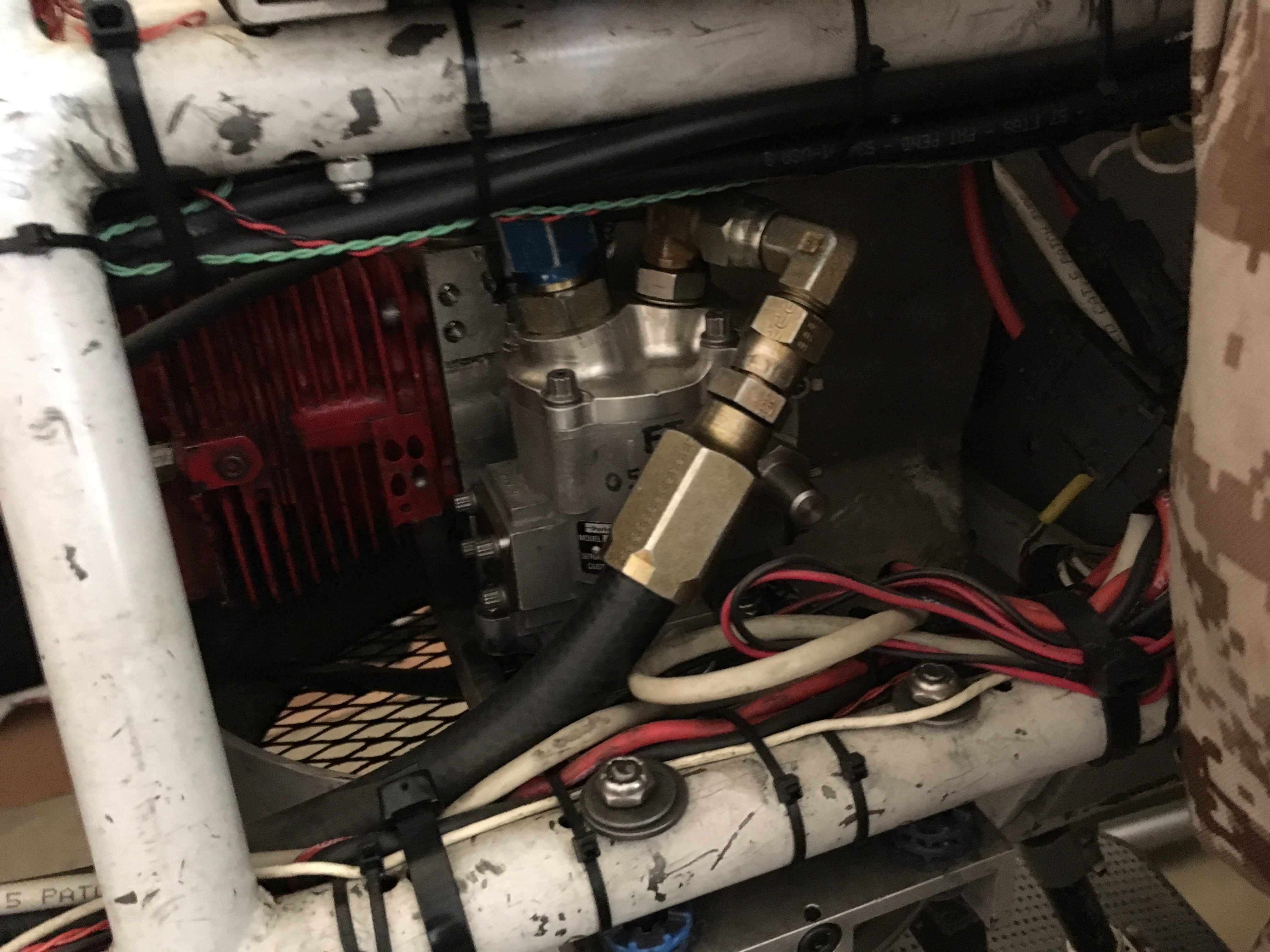
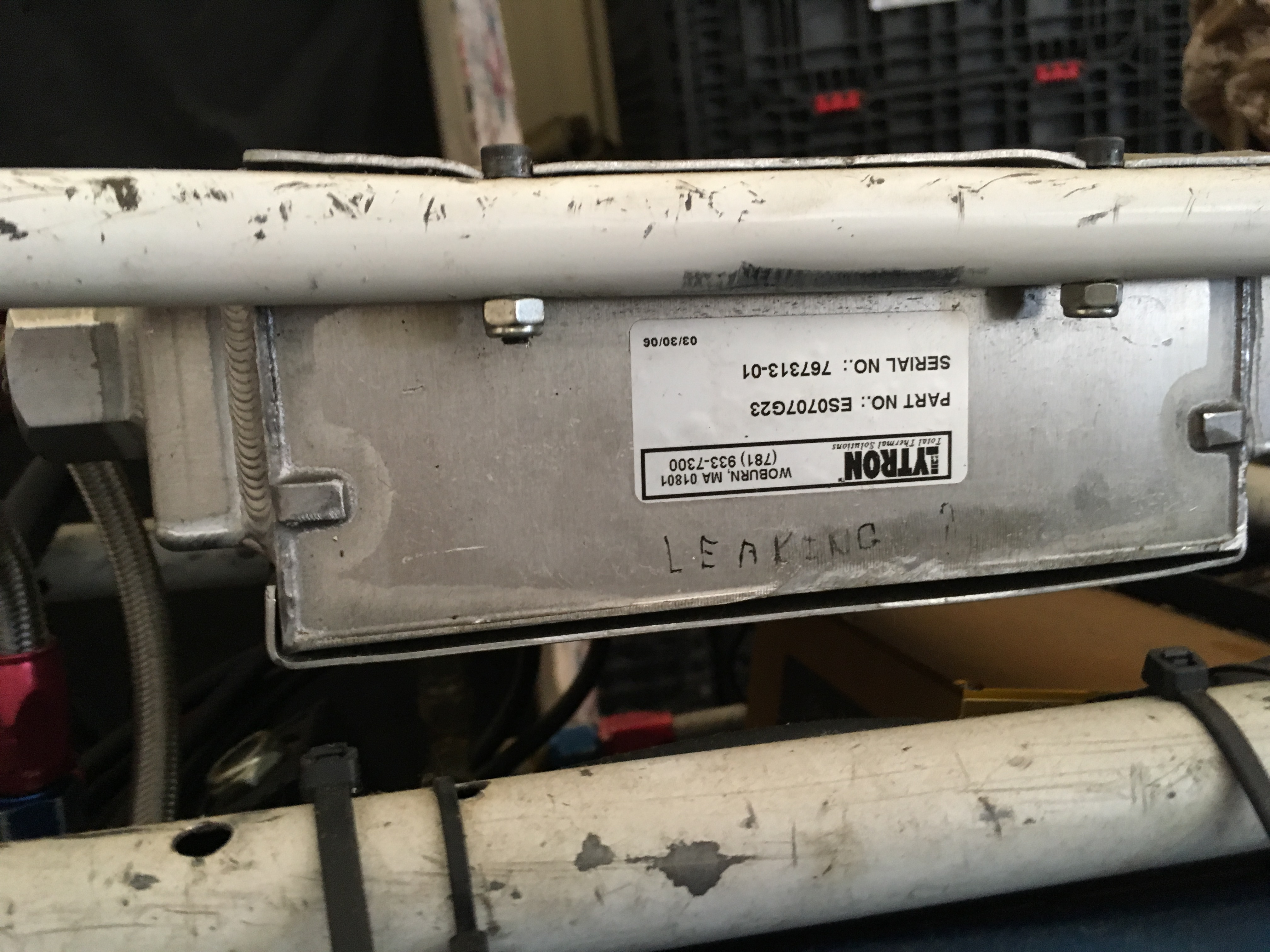
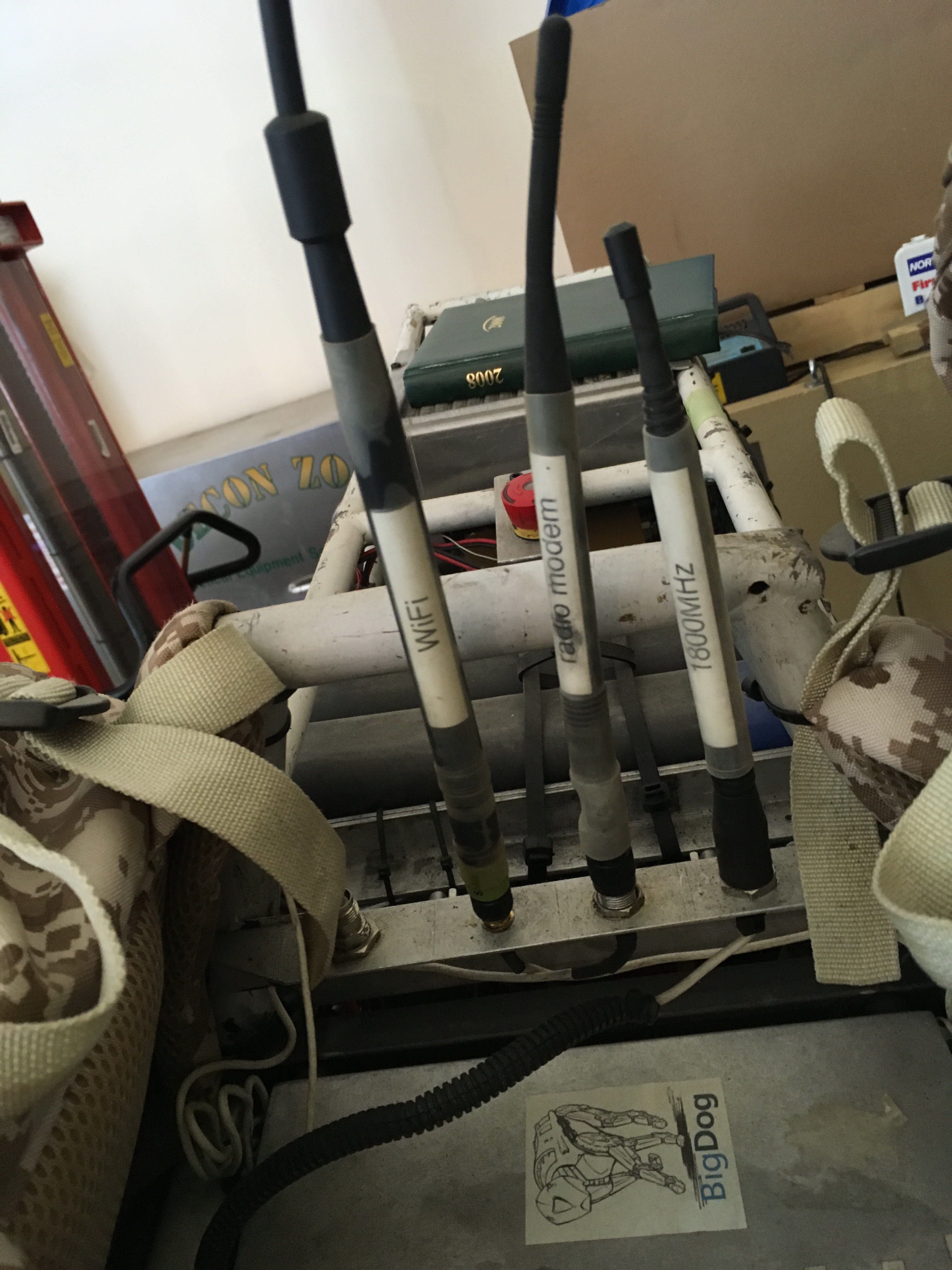
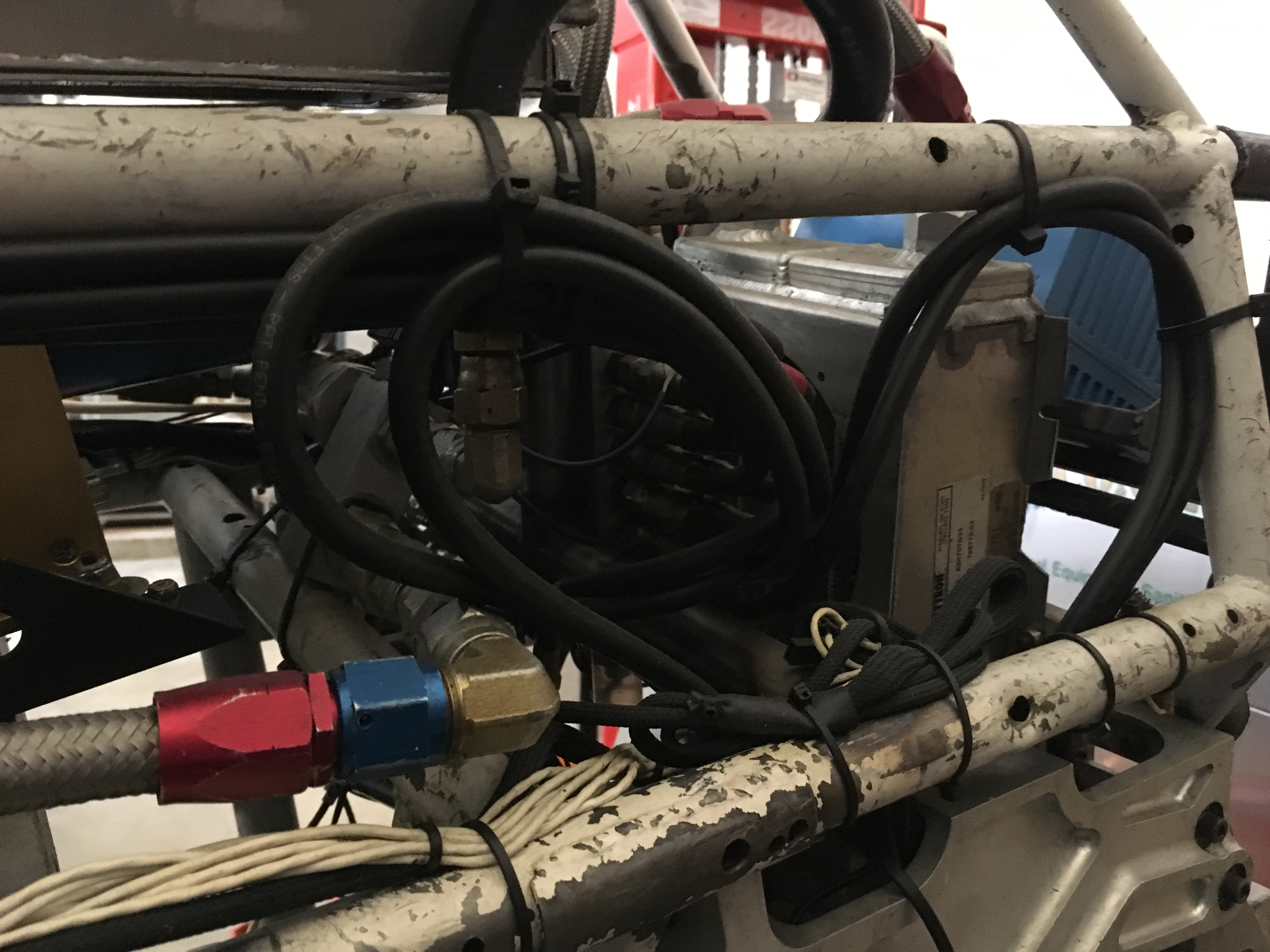
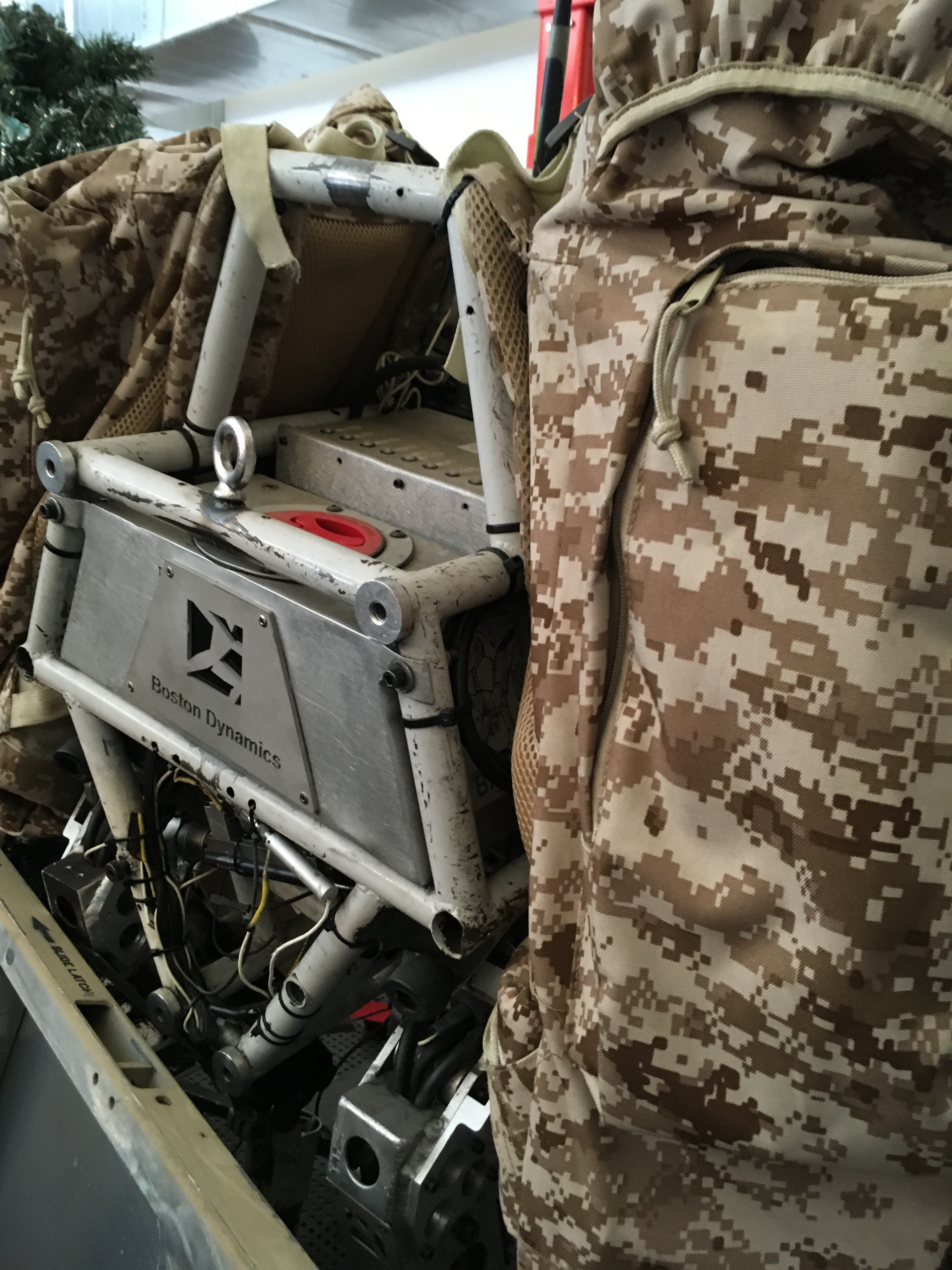
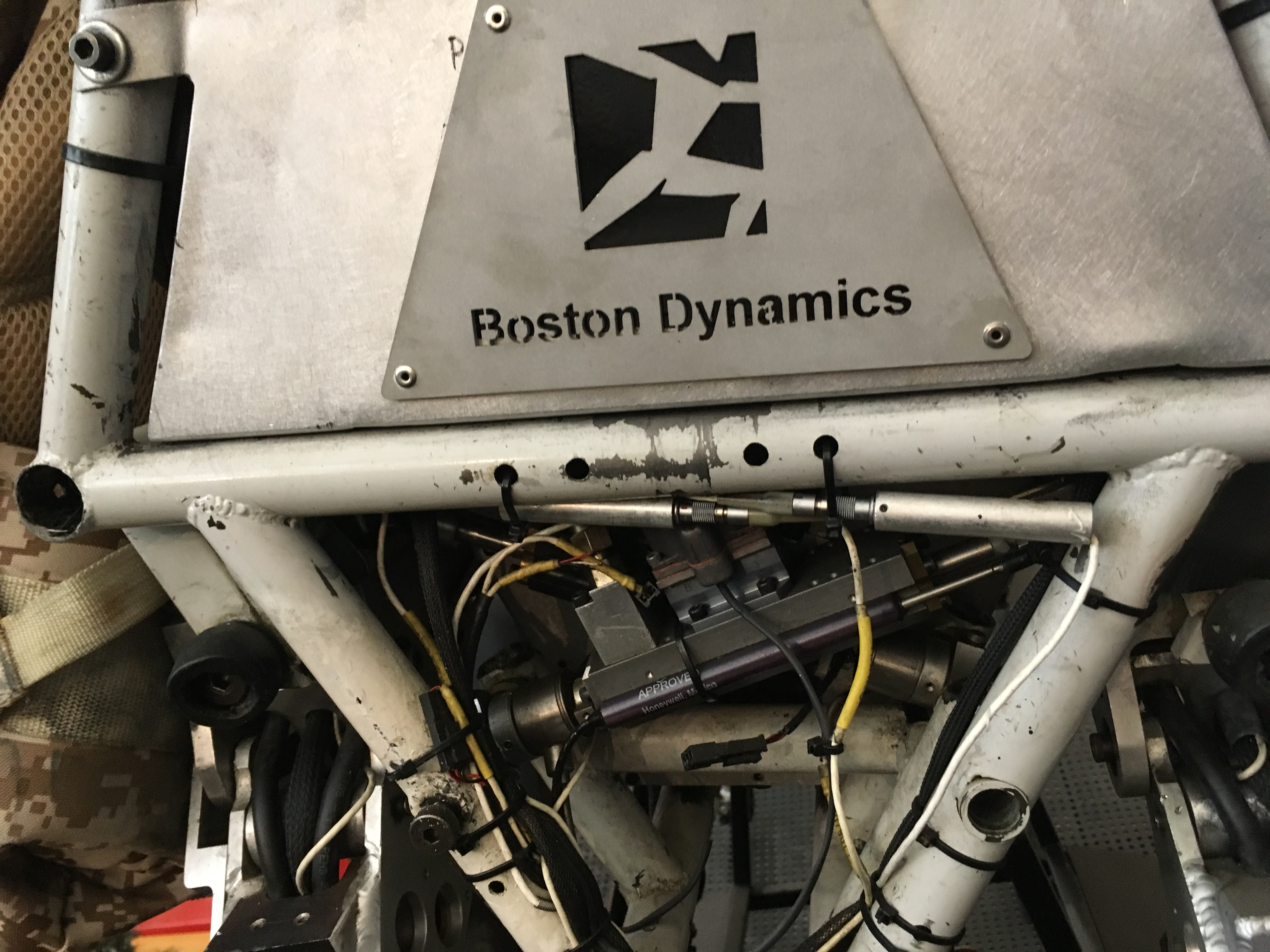
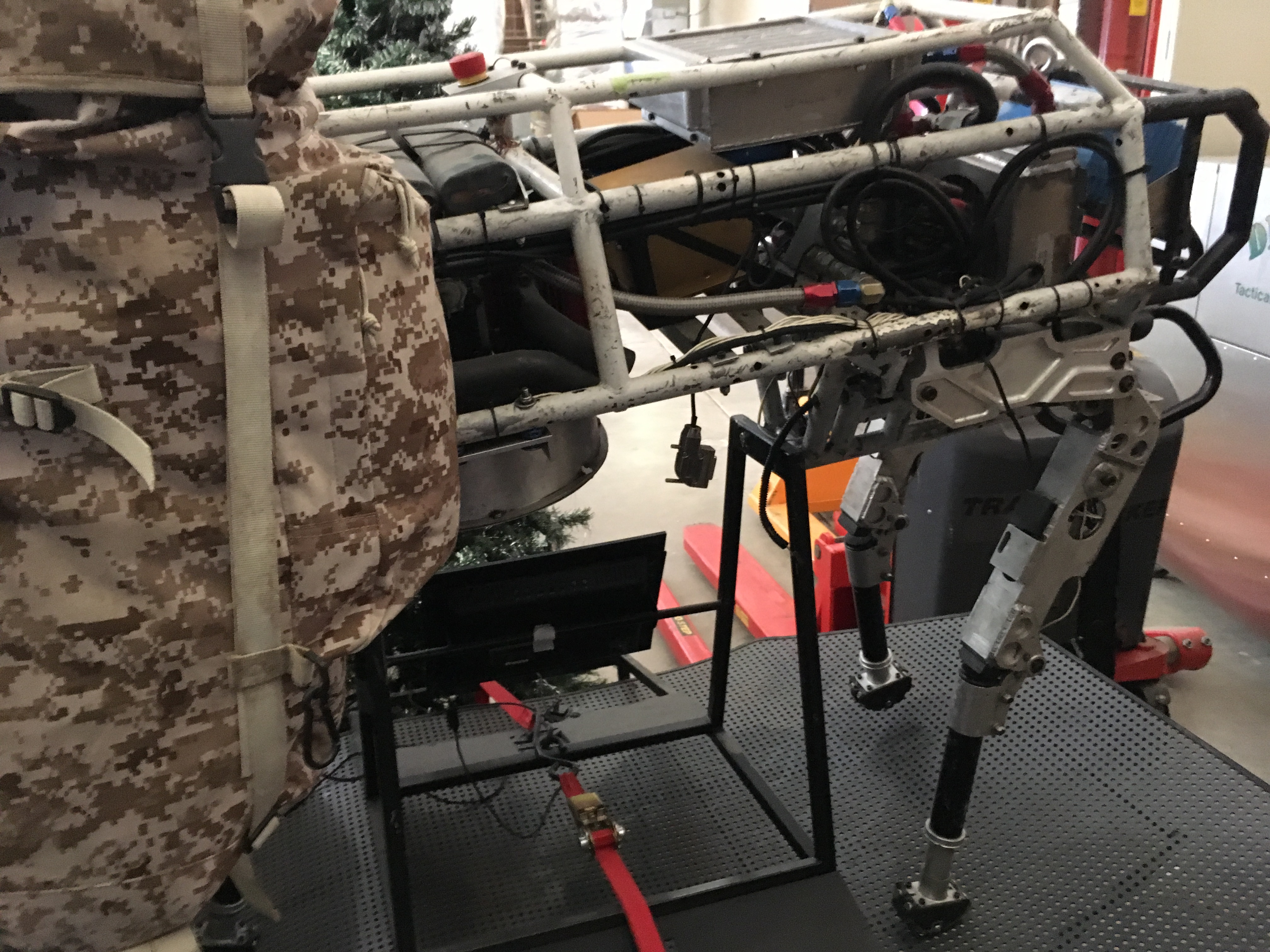
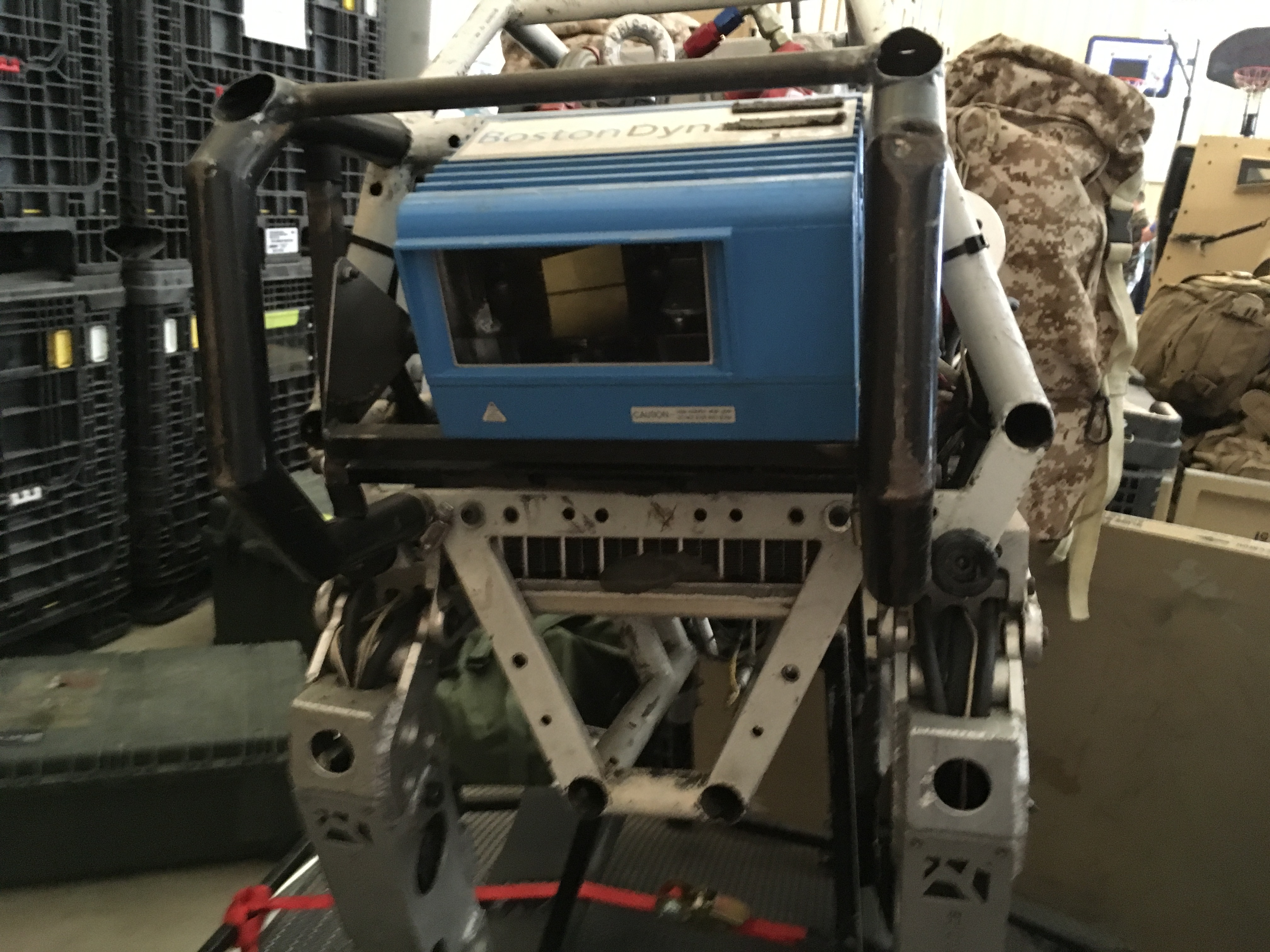
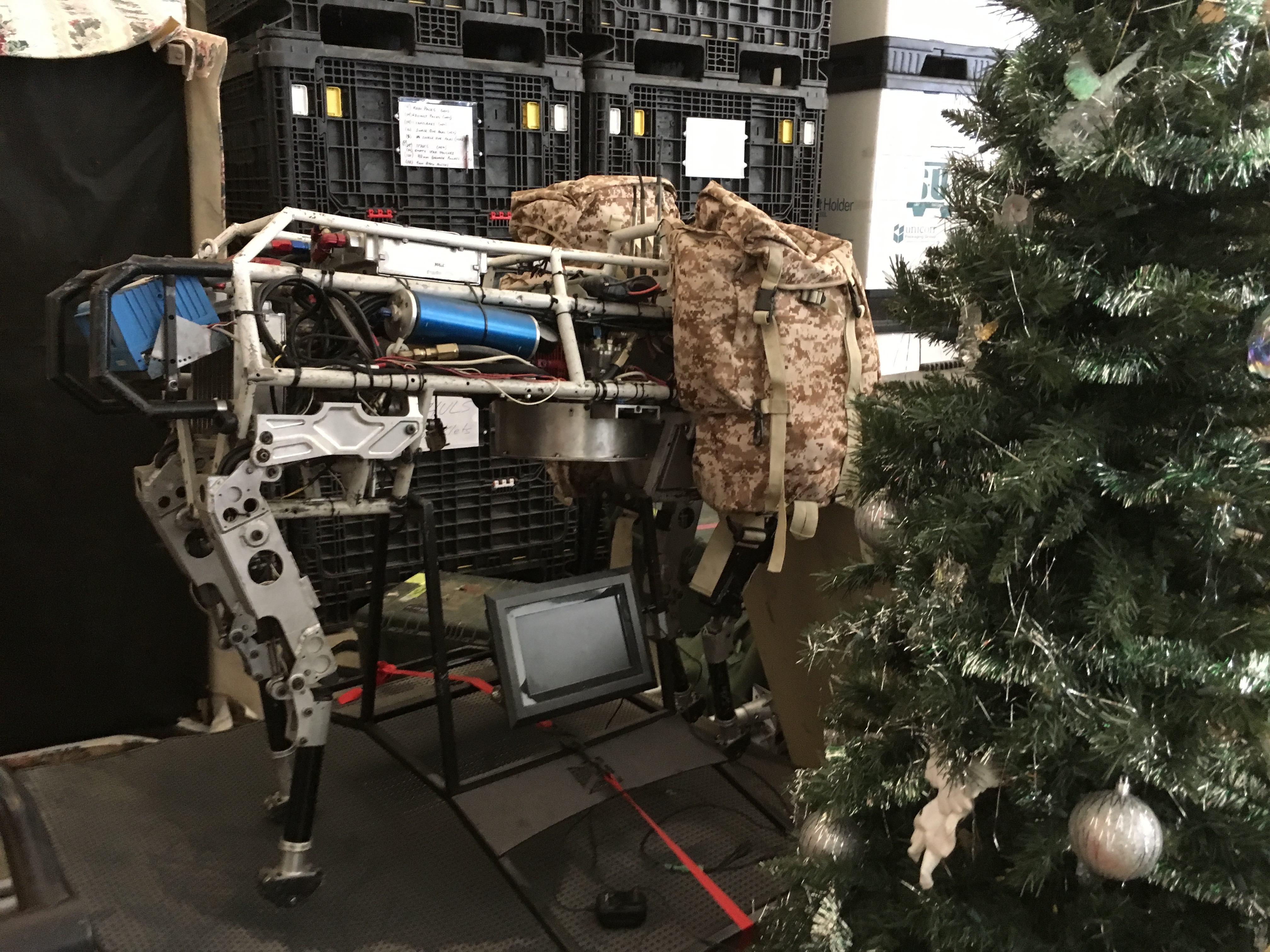